# نظرية المعرفة العصبية
نظرية المعرفة العصبية هي منهج تجريبي لـ نظرية المعرفة - دراسة طبيعة المعرفة بالمعنى الفلسفي - والتي تسترشد بعلم الأعصاب الحديث، وخاصة دراسة بنية وعمل المعرفة العصبية الدماغ الذي يشمل الشبكات العصبية ونظرية المعرفة العصبية. كتبت الفيلسوفة باتريسيا تشيرتشلاند عن هذا الموضوع، ووصفت المشكلة في كتابها "حكمة الدماغ" بأنها "كيف يعرف الانسان". كتب جورج نورثوف، في كتابه فلسفة الدماغ، أنها "تركز على الارتباط المباشر بين الدماغ من ناحية والقدرات المعرفية والعجز من ناحية أخرى".

## الإطار الافتراضى
كتب ما بعد الحداثي مناحيم مازابو أنه "من الضروري... ذكر مجموعة الافتراضات التي تعتبر أساسية لأي تحقيق معرفي عصبي". وتشمل هذه:
1. أهمية الكشف عن الفرضيات المؤثرة في سلوك الفرد (الارتباط الانعكاسي بين المعنى والسلوك).
2. التأثيرات السياقية الاجتماعية والسياسية والتاريخية الأكبر على الافتراضات الفردية.
3. علاقات القوة المتجذرة بعمق في الخطابات السائدة في مجال ما وتأثيرها الطاغي على أنماط التفكير المختلفة.
4. الطبيعة المعتمدة على السياق والطبيعة الذاتية لجميع المفاهيم، مقارنة بأنظمة الصلاحية الموضوعية.
5. أهمية دراسة الفرضيات المضمنة والتركيز على الارتباط بين الفكرة والسياق.
6. التأكيد على أن التنظير المناسب هو يقين بطبيعتنا كمراقبين للغة وتوجيه المنظرين في اتجاه تحسين الوعي بمسؤوليتهم الأساسية.
7. التأكيد على أن مفهوم الفعالية، بدلاً من الصلاحية الموضوعية، يجب أن يكون نقطة ارتكاز في تقييم النظرية.

## التطبيق
وقد لاحظ براون "التحيز الضمني" في أي ملاحظة، والذي يضرب بجذوره في "الافتراضات حول طبيعة العقل" التي تشكل البحث. وبالنسبة لهانلان وبراون، فإن النظرية لا تنشأ من البيانات وحدها. صرح كريك أنه من المستحيل متابعة برنامج بحثي صعب في علم الأعصاب دون بعض الأفكار المسبقة، والتي يعتبرها تشرشلاند أمرًا لا مفر منه. رأى ستاين وبرايلوفسكي وويل أن مثل هذه الأفكار المسبقة حول الجهاز العصبي المركزي تميل إلى عرقلة البحث في مجالات معينة.